# Le Livre d'or de la science-fiction : Science-fiction soviétique
Le Livre d'or de la science-fiction : Science-fiction soviétique est une anthologie de seize nouvelles de science-fiction, toutes écrites par des écrivains soviétiques et publiées entre 1922 et 1979, rassemblées par Leonid Heller.
L'anthologie  (ISBN 2-266-01341-6) fait partie de la série Le Livre d'or de la science-fiction, consacrée à de nombreux écrivains célèbres ayant écrit des œuvres de science-fiction.
Elle ne correspond pas à un recueil qui serait déjà paru en Union soviétique ou aux États-Unis ; il s'agit d'un recueil inédit de nouvelles, édité pour le public francophone, et notamment les lecteurs français.
L'anthologie a été publiée en 1984 aux éditions Presses Pocket dans la collection Science-fiction, no 5174. L'image de couverture a été réalisée par Marcel Laverdet ; la traduction a été faite par Jacqueline Lahana et par Anne Coldefy-Faucard.

## Préface
- « Un avenir derrière chaque porte : L'histoire en N dimensions de la science-fiction russe » : préface de Leonid Heller (pages 7 à 42).

## Liste et résumés des nouvelles

### Contes de Theta
- Titre original : Skazki o Fite.
- Auteur : Evgueni Zamiatine.
- Publication : 1922.
- Situation dans l'anthologie : pages 43 à 52.
- Résumé :
- Liens externes :

### Mot sous presse
- Titre original : Slovo Pod Pressom.
- Auteur : Alekseï Gastev.
- Publication : 19--.
- Situation dans l'anthologie : pages 53 à 59.
- Résumé :
- Liens externes :

### Demain
- Titre original : Zavtra.
- Auteur : Nikolaï Asseïev.
- Publication : 1925.
- Situation dans l'anthologie : pages 61 à 71.
- Résumé :
- Liens externes :

### Comment les messagers me rendirent visite
- Titre original : O Tom, Kak Menia Posetili Vestniki.
- Auteur : Daniil Harms.
- Publication : 1930.
- Situation dans l'anthologie : pages 73 à 75.
- Résumé :
- Liens externes :

### La Lumière invisible
- Titre original : Nevidimyï Svet.
- Auteur : Alexandre Beliaïev.
- Publication : 1938.
- Situation dans l'anthologie : pages 77 à 93.
- Résumé :
- Liens externes :

### Olgoï-Khorkhoï
- Titre original : Olgoï-Khorkhoï.
- Auteur : Ivan Efremov.
- Publication : 1942.
- Situation dans l'anthologie : pages 95 à 112.
- Résumé :
- Liens externes :

### Icare et Dédale
- Titre original : Ikar i Dedal.
- Auteur : Genrikh Altov.
- Publication : 1958.
- Situation dans l'anthologie : pages 113 à 120.
- Résumé :
- Liens externes :

### Divorce à la martienne
- Titre original : Razvod Po-Marsianski.
- Auteur : Olga Larionova.
- Publication : 1967.
- Situation dans l'anthologie : pages 121 à 132.
- Résumé :
- Liens externes :

### Évasion
- Titre original : Pobeg.
- Auteur : Ilia Varchavski.
- Publication : 1968.
- Situation dans l'anthologie : pages 133 à 147.
- Résumé :
- Liens externes :

### Incident sur Oma
- Titre original : Sloutchaï Na Ome.
- Auteur : Dimitri Bilenkine.
- Publication : 1971.
- Situation dans l'anthologie : pages 149 à 154.
- Résumé :
- Liens externes :

### Selon la méthode Stanislavski
- Titre original : Po Sisteme Stanislavskogo.
- Auteur : Alexandre Gorbovski.
- Publication : 1974.
- Situation dans l'anthologie : pages 155 à 163.
- Résumé :
- Liens externes :

### Le Sculpteur
- Titre original : Skoulptor.
- Auteur : Guennadi Samoïlovitch Gor.
- Publication : 19--.
- Situation dans l'anthologie : pages 165 à 174.
- Résumé :
- Liens externes :

### Le Maître
- Titre original : Outchitel.
- Auteur : Igor Rosokhovatski.
- Publication : 19--.
- Situation dans l'anthologie : pages 175 à 183.
- Résumé :
- Liens externes :

### Ne te fâche pas, sorcier
- Titre original : Ne Gnevi Koldouna.
- Auteur : Kir Boulitchev.
- Publication : 1979.
- Situation dans l'anthologie : pages 185 à 192.
- Résumé :
- Liens externes :

### La Forêt
- Titre original : Улитка на склоне.
- Auteurs : Arcadi et Boris Strougatski.
- Publication : 1966.
- Situation dans l'anthologie : pages 193 à 281.
- Résumé :
- Liens externes :

### Pkhentz
- Titre original : Pkhentz.
- Auteur : Abraham Tertz.
- Publication : 1961.
- Situation dans l'anthologie : pages 283 à 305.
- Résumé :
- Liens externes :